# Der Dänemark-Krimi: Blutlinie
Der Dänemark-Krimi: Blutlinie ist ein deutscher Fernsehfilm von Katrin Schmidt aus dem Jahr 2023 und die zweite Folge der Kriminalfilmreihe Der Dänemark-Krimi mit Marlene Morreis in der Titelrolle als dänische Polizistin Ida Sörensen.

## Handlung
Im Wald wird ein junger Mann vor den Augen eines Taxifahrers mit zwei Pfeilen durchbohrt und bricht tot zusammen. Später wird in der Nähe des Tatortes auch der Bogen gefunden und es stellt sich heraus, dass es sich bei dem Toten um Horik Holm handelt.
Sein Vater ist der Kopenhagener Unterweltboss Kort Holm. Wie sich nach und nach herausstellt, sind Sohn und Vater mit Polizist Magnus Vinter bekannt und auch ihr Elternhaus steht noch immer in der Nähe von Ribe.
Als Verdächtiger gerät Magnus Vinters Neffe Bjarne ins Visier der Polizei und flüchtet. Als auch Kort Holm diese Information erlangt, schickt dieser seine eigenen Leute los um den vermeintlichen Mörder seines Sohnes aufzuspüren und zu liquidieren.
Ida und Magnus haben Mühe Holms Killern immer eine Schritt voraus zu sein, zumal eigentlich die ehrgeizige Kommissarin Frida Olson (Katharina Heyer) aus der nächsten Großstadt Esbjerg die Ermittlungen leitet.

## Produktion
Die Dreharbeiten zu Der Dänemark-Krimi: Blutlinie fanden im Zeitraum vom 22. April bis zum 19. Mai 2022 unter dem gleichnamigen Arbeitstitel an Drehorten in Dänemark und Norddeutschland statt.
Für den Ton zeichneten Thorsten Schröder und Michael Kunz verantwortlich, für das Szenenbild Lars Brockmann, für das Kostümbild Gurli Thermann und für die Maske Edith Paskvalic sowie Karsten Drews. Die Kamera führte erneut Simon Schmejkal – als verantwortliche Redakteure zeichneten Birgit Titze und Katja Kirchen für die Degeto Film.
Die Episode hat eine Länge von ca. 88 Minuten und wurde am 13. April 2023 im Rahmen der Reihe Der DonnerstagsKrimi im Ersten erstmals im Fernsehen ausgestrahlt.
Produziert wurde die Folge im Auftrag der ARD Degeto von der Eikon Media GmbH für Das Erste.

## Rezeption

### Kritik
Die Kritiker der Fernsehzeitschrift TV Spielfilm vergaben für den Film eine eher verhaltene Wertung und zeigten symbolisch mit dem Daumen zur Seite. Sie konstatierten schlicht: „Blutarme Story und ein trauriges Ende“.

### Einschaltquote
Die Erstausstrahlung von Blutlinie wurde in Deutschland am 13. April 2023 von 5,27 Millionen Zuschauern gesehen und erreichte damit einen Marktanteil von 19,7 % (8,2 % bei der Zielgruppe der 14- bis 49-jährigen Zuschauer) für Das Erste.